# Olga Román Rivas
Olga Román Rivas (Madrid, 1965) és una cantant i compositora madrilenya d'origen menorquí. La seva obra es desenvolupa entre el jazz, la música llatinoamericana i el folklore argentí.

## Biografia
En 1985, va estudiar música a Boston (Estats Units) amb una beca Fulbright i es va graduar summa cum laude en la prestigiosa escola Berklee College of Music el desembre de 1987. En 1988 va formar l'Olga Román Quartet. Van actuar en molts festivals de jazz de la costa Est, entre d'altres, Mont-real, Quebec, Boston Globe, Newport. En 1992 va ser nominada als Boston Music Awards com a millor cantant de jazz.

## Col·laboracions
Abans de traslladar-se als Estats Units, Olga Román va ser l'última veu femenina del grup Nuestro pequeño mundo el 1982. Juan Alberto Arteche va refundar el grup després que hagués estat a la vora de la desaparició, va incorporar a Olga Román com a vocalista i van gravar l'últim disc: NPM. Buscando a Moby Dick. Poc després, Olga Román va gravar i va actuar amb Luis Eduardo Aute (1983) el disc en directe Entre amigos i després Cuerpo a Cuerpo acompanyant-lo també en els seus gires espanyoles.
Durant la seva estada als Estats Units, va ser cantant solista dels grups de música llatina El Eco, Aché i Latinoamérica musical i en 1988 va crear l' Olga Román Quartet amb el qual va actuar al Mont-real Jazz Festival, Québec Jazz Festival, Boston Globe Jazz Festival i Newport entre d'altres. També va intervenir en diversos programes en directe de ràdio i televisió.
El gener de 1993 va tornar a Espanya i des de llavors ha estat treballant amb Joaquín Sabina. Aquest ha volgut sempre comptar amb la seva veu per a discos tan importants com Esta boca es mía, Yo, mi, me, contigo, 19 días y 500 noches, el doble en directe Nos sobran los motivos i Dímelo en la calle. Des de fa anys Olga Román acompanya a Joaquín Sabina en els seus gires per Espanya i Llatinoamèrica.
També ha col·laborat amb Jorge Drexler i Pedro Guerra i ha gravat els temes principals de les pel·lícules Entre rojas d'Azucena Rodríguez i El amor perjudica seriamente la salud de Manuel Gómez Pereira. El seu primer disc en solitari, Vueltas y vueltas (2001), conté el tema Again que es va incloure en la pel·lícula de Miguel Albaladejo El cielo abierto iva ser nominada al Goya a la millor cançó original. Una altra cançó del disc No da igual es va convertir en la sintonia de la cadena de televisió La Otra.
En 2003 participà en el disc ...Entre todas las mujeres, homenatge de cantants femenines a Joaquín Sabina, produït per Víctor Manuel, amb el tema Esta boca es mía.
El 2011 va treure Seguir caminando que compta amb la col·laboració de Joaquín Sabina i Pablo Milanés, i que fou presentat al Festival de Jazz de Madrid En març de 2012 va fer una gira per Argentina.

## Discografia
- Vueltas y vueltas (2001)
- Olga Román 2 (2004)
- Seguir caminando (2011)